# Ivan Pešić
Ivan Pešić (Rijeka, 17 de marzo de 1989) es un jugador de balonmano croata que juega de portero en el HBC Nantes. Es internacional con la selección de balonmano de Croacia.
Con la selección ganó la medalla de plata en los Juegos Mediterráneos de 2013, así como la medalla de plata en el Mundial Juvenil de 2007 y la medalla de oro en el Europeo Juvenil de 2006. 
Con la selección croata absoluta ha disputado además el Campeonato Mundial de Balonmano Masculino de 2011 y el Campeonato Mundial de Balonmano Masculino de 2017.
Pešić fue testigo del trágico suceso del asesinato de su compañero de equipo Marian Cozma, en 2009, estando con él y con Žarko Šešum en el momento de la agresión. El jugador croata resultó también herido, ya que fue golpeado y acuchillado por la espalda por el mismo grupo de individuos que asesinó al pívot rumano teniendo que ser ingresado en el hospital, donde le extirparon un riñón a causa del navajazo.

## Palmarés

### Selección nacional
| Campeonato Mundial   | Campeonato Mundial           | Campeonato Mundial | Campeonato Mundial |
| Año                  | Lugar                        | Medalla            |                    |
| -------------------- | ---------------------------- | ------------------ | ------------------ |
| 2025                 | Croacia, Dinamarca y Noruega | Medalla de plata   |                    |
| Juegos Mediterráneos |                              |                    |                    |
| Año                  | Lugar                        | Medalla            |                    |
| 2013                 | Mersin                       | Medalla de plata   |                    |

### Veszprém
- Liga húngara de balonmano (1): 2009
- Copa de Hungría de balonmano (1): 2009

### RK Zagreb
- Liga de Croacia de balonmano (3): 2010, 2011, 2012
- Copa de Croacia de balonmano (3): 2010, 2011, 2012

### Meshkov Brest
- Liga de Bielorrusia de balonmano (8): 2014, 2015, 2016, 2017, 2018, 2019, 2020, 2021
- Copa de Bielorrusia de balonmano (7): 2014, 2015, 2016, 2017, 2018, 2020, 2021

### HBC Nantes
- Trofeo de Campeones (2): 2022, 2024
- Copa de Francia de balonmano (2): 2023, 2024

## Clubes
- RK Zamet (2006-2008)
- MKB Veszprém (2008-2009)
- RK Zagreb (2009-2012)
- RK Maribor Branik (2012-2013)
- Meshkov Brest (2013-2021)
- TVB Stuttgart 1898 (2021-2022)
- HBC Nantes (2022- )